# Udeterus magnificus
Udeterus magnificus là một loài bọ cánh cứng trong họ Cerambycidae.